# Tirrenia

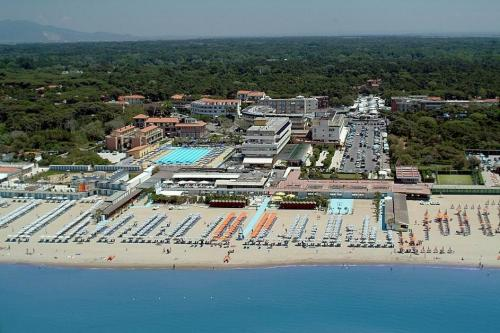
Vista da praia de Tirrenia.

Tirrenia é uma fração comunal da comuna italiana de Pisa, na Toscana.
Tirrenia é uma estância turística balneária fundada na década de 1930 do século XX, leva o nome do mar de mesmo nome, embora seja banhada pelo Mar da Ligúria de acordo com as convenções do Instituto Hidrográfico da Marinha. Tem uma população de cerca de 3.150 habitantes e localiza-se a sudoeste da capital municipal.